# بثينة كامل

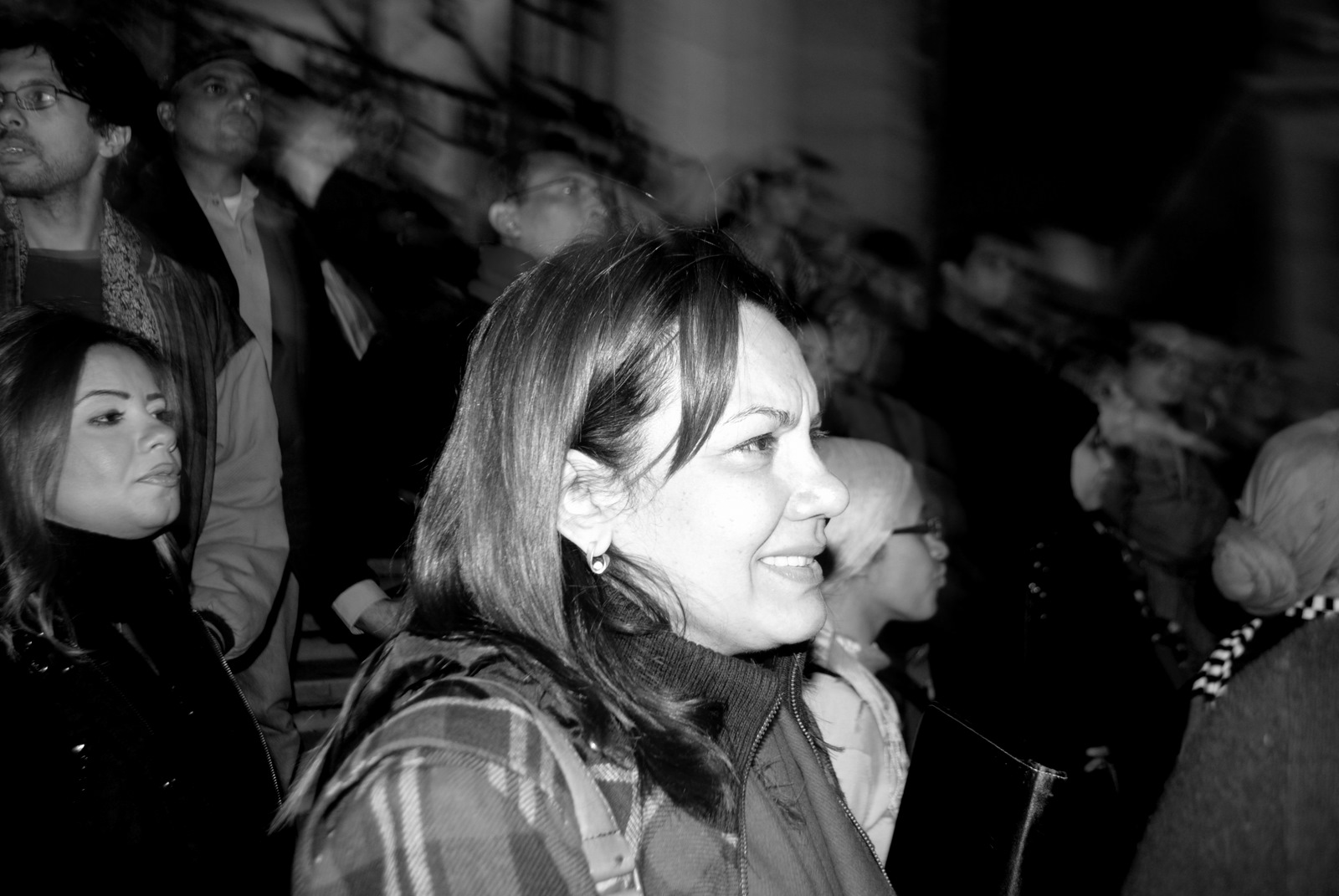
بثينة كامل

بثينة كامل إعلامية مصرية. قدمت برنامج «أرجوك افهمني» الذي كان يعرض علي شبكة أوربت الفضائية المشفرة. وعضو في حركات معارضة للحكومة المصرية بينها حركة كفاية. كانت قد قدمت برنامجا باسم «اعترافات ليلية» في الإذاعة المصرية بماسبيرو، البرنامج كان يناقش المشاكل الشخصية للبالغين وقد حاز على شعبية.
تزوجت من عماد أبو غازي وتطلقت منه بعد زواج دام 20 عاما، وتزوجت فيما بعد المستشار أشرف البارودي ولديها أبنة من زواجها الأول

## نشأتها
ولدت بثنه كامل في 18 أبريل 1962 في محافظة القاهرة وتخرجت من الكلية في مايو 1983، وكانت جزء من الحركة السياسية المصرية التي تطالب بالديمقراطية وانتخبت مرارا في اتحاد الطلبة في جامعه القاهرة.
بعد عام من التخرج تم تعين بثينة في الجهاز المركزي للمحاسبات ثم بعد ذلك تم تعينها في اتحاد الإذاعة والتليفزيون التابع للحكومة المصرية وكانت قارئه للأخبار، وقررت انسحابها من قراءة النشرات نظرا لإيمانها بوجود حاله تناقض بين ما تقرأه وبين الواقع.

## حياتها العملية
قدمت برنامج اعترافات ليليه من خلال البرنامج العام للإذاعة المصرية الذي استمر لمده ست سنوات وتناول البرنامج مشاكل المجتمع المصري وقد سجل هذا البرنامج أعلى نسبه ومعدل استماع على مستوى الإذاعة المصرية، وكانت واحده من مؤسسي حركة «شايفنكم» وكانت هذه الحركة معنيه بمكافحه ومعالجه الفساد الحكومي وتقديم المساعدات لأولئك الذين تعرضوا للاضطهاد بسبب نضالهم ضد الفساد، وقد قدمت برنامج أرجوك افهمني الذي كان معنيا بمعالجه المشاكل الاجتماعية المختلفة في المجتمع المصري واستمر هذا البرنامج قرابه عشر سنوات على قناه أوربت.
و كانت السيدة بثينه ناشطه في مجال حقوق الإنسان وأسست مجددا المنظمة المدنية الشهيرة بمصريون ضد الفساد التي كانت مهتمه بمحاربة الفساد، ولكونها شاركت في الثورة المصرية فقد كرست برنامجها في قناه اوربت لدعم الثورة المصرية، ولكن إدارة القناة طلبت منها أن لا تحيد عن خط برنامجها السابق الذي كان مهتما بالاتجاه الاجتماعي ومن ثم فقد قدمت استقالتها وعادت للتليفزيون المصري كقارئه نشره أخبار، وفي غضون أسابيع لاحقه تم إيقافها عن العمل بالتليفزيون المصري لقيامها بانتقاد المجلس العسكري.

## ترشحها للرئاسة
أعلنت بثينة كامل نيتها للترشح لانتخابات الرئاسة المصرية 2011، هادفة التأكيد على قدرة المرأة على الترشح والمنافسة والتواجد في الانتخابات الرئاسية.
ولكنها لم تتمكن من أستيفاء باقي الأوراق اللازمة للترشح وبذلك لم تصبح مرشحا للرئاسة المصرية